# Dominik García-Lorido
Dominik García-Lorido (Miami, 16 de agosto de 1983) es una actriz estadounidense. Es la hija mayor del también actor Andy García.

## Biografía
Nacida el 16 de agosto de 1983 y criada en Los Ángeles, es hija del actor cubano-estadounidense Andy García y de María Victoria Lorido. A pesar de ser de ascendencia cubana no habla español. Es la mayor de cuatro hermanos: la propia Dominik, Daniella, Alessandra y Andrés Antonio García-Lorido.
En 2003, fue elegida Miss Globo de Oro por la asociación de la prensa extranjera de Hollywood.
En 2004 se graduó en cine, teatro y televisión por la Universidad de California, Los Ángeles.

## Trayectoria

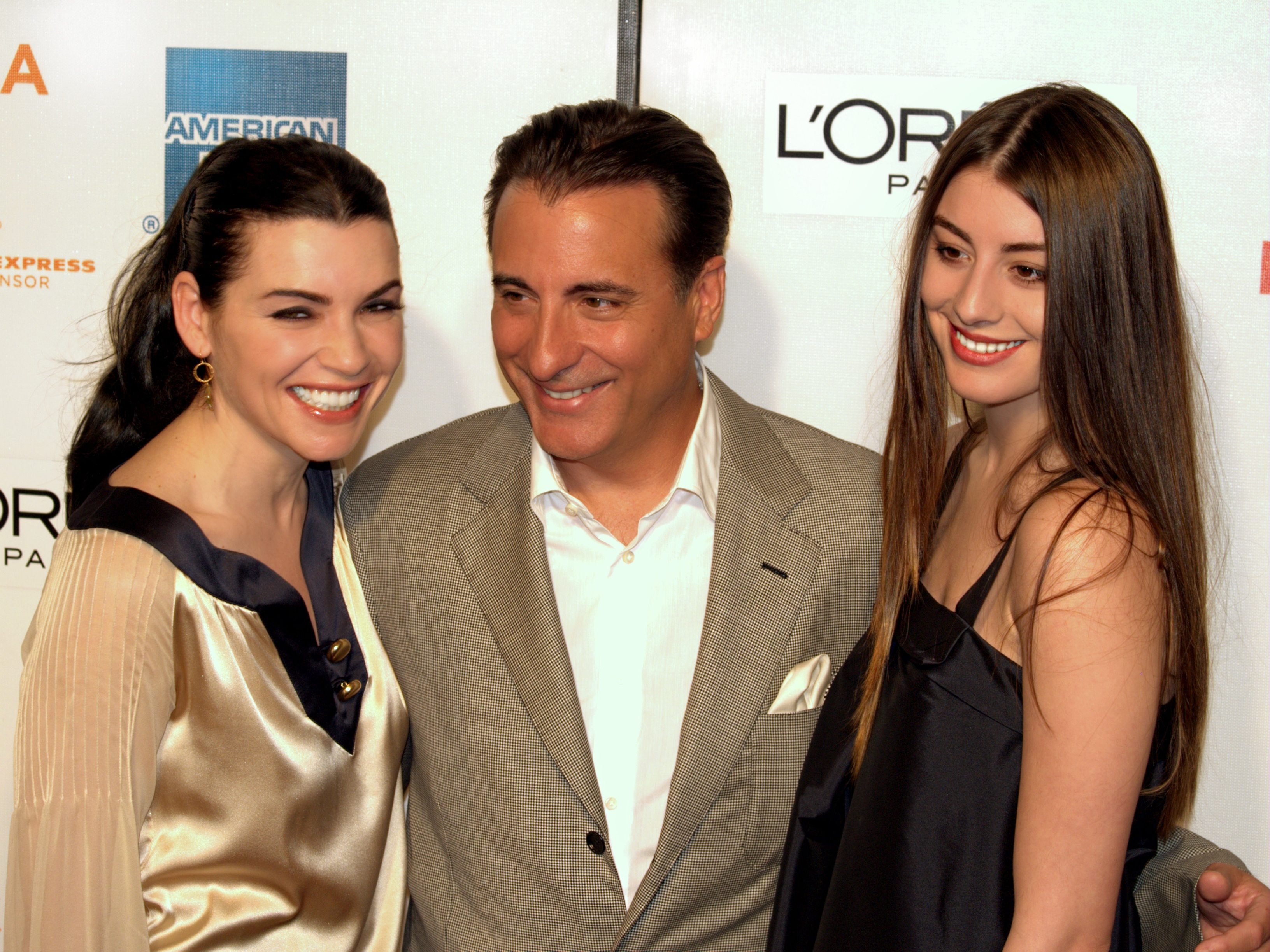
Dominik (a la derecha), junto con su padre, Andy García, y Julianna Margulies, en el Festival de cine de Tribeca

### Cine
- Last goodbye, 2004
- La ciudad perdida, 2005
- Chinaman’s Chance: America’s Other Slaves, 2008
- Reflections, 2008
- La línea, 2008
- City Island, 2009
- Wild Card, 2015

### Televisión
- Magic City, 2012
- Mr. Robot, 2019